# Línea Apaporis-Tabatinga
La línea Apaporis-Tabatinga (a veces llamada Apaporis-Leticia) es una parte de la frontera entre Brasil y Colombia. Esta divisoria fue declarada anteriormente límite entre el Perú y, posteriormente, Ecuador con Brasil.

## Historia

### Convención de Comercio y Navegación entre el Perú y Brasil

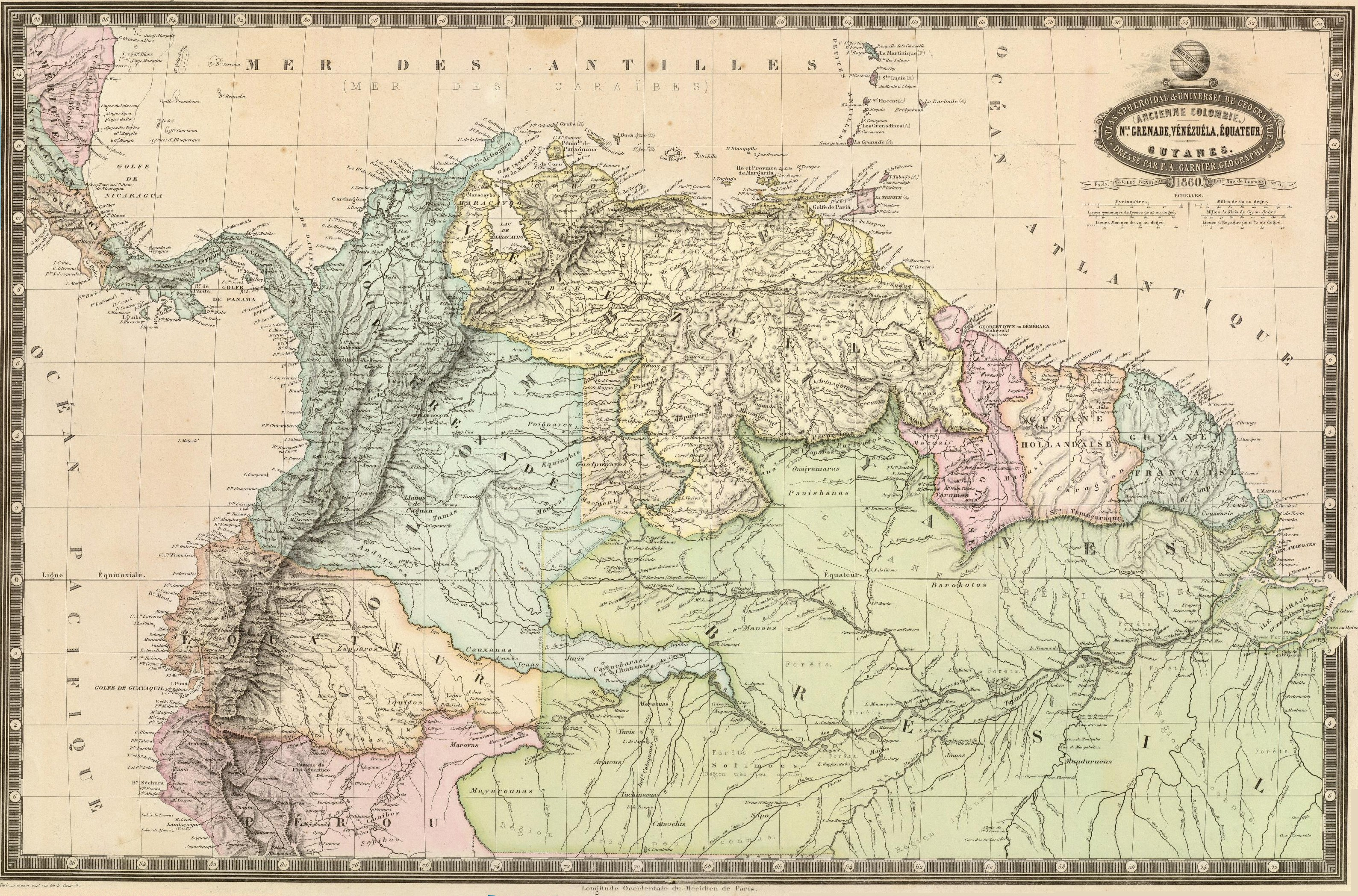
Nueva Granada en 1852.

El 23 de octubre de 1851, se firmó un tratado entre el Perú y Brasil que, a pesar de emanar de una convención de comercio y navegación, incluyó un acuerdo parcial de límites en la parte conocida de la Amazonía. 

Para precaver dudas respecto de la Frontera mencionada, en las estipulaciones de la presente Convención; aceptan las altas partes contratantes el principio uti possidetis conforme al cual serán arreglados los límites entre la República del Perú y el Imperio del Brasil; por consiguiente reconocen, respectivamente, como frontera de la población de Tabatinga, y de ésta para el Norte la línea recta que va a encontrar de frente al río Yapurá en su confluencia con el Apaporis, y de Tabatinga para el Sur el río Yavary, desde su confluencia con el Amazonas.
Una comisión mixta nombrada por ambos Gobiernos reconocerá conforme al principio uti possidetis, la frontera y propondrá, sin embargo, los cambios de territorio que creyere oportunos para fijar los límites que sean más naturales y convenientes á una y otra Nación.

En resumen, se fijó el límite desde el Apaporis hasta el origen del Yavarí y obtuvo para el Perú la libre navegación del Amazonas, a cambio de los territorios ubicados al oeste de la línea entre el río Apaporis y la población de Tabatinga.

### Tratado Tobar-Río Branco entre Brasil y Ecuador

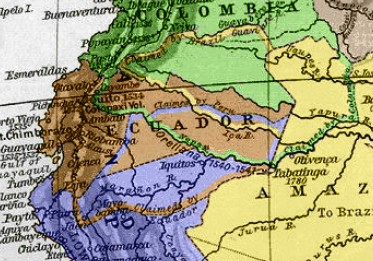
Territorios en disputa por Perú, Ecuador, Colombia y Brasil.

El 6 de mayo de 1904, Ecuador y Brasil firmaron un tratado donde se incluyó como frontera entre ambos países la acordada entre este último y el Perú en 1851.

La República del Ecuador y la República de los Estados Unidos del Brasil acuerdan que, terminando favorablemente para el Ecuador, como esta República espera, el litigio que sobre límites existe entre el Ecuador y el Perú, la frontera entre el Ecuador y Brasil, en la parte que confinen, sea la misma señalada por el Art. VII de la Convención que se celebró entre Brasil y el Perú, en Lima, el 23 de octubre de 1851, con la modificación constante en el Acuerdo asimismo firmado en Lima el 11 de febrero de 1874, para la permuta de territorios en la línea Iza o Putumayo, esto es, que la frontera - en todo o en parte - según el resultado del antedicho litigio, sea la línea geodésica que va de la boca del riachuelo San Antonio, en la márgen izquierda del Amazonas, entre Tabatinga y Leticia, y termina en la confluencia del Apaporis con el Yapurá o Caquetá, menos en la sección del río Iza o Putumayo, cortada por la misma línea donde el alveo del río, entre los puntos de intersección, formará la división.

En resumen, Brasil (a espaldas del Perú) reconocía como territorio ecuatoriano el área al oeste de la línea Apaporis-Tabatinga.

### Tratado Muñoz Vernaza-Suárez entre Ecuador y Colombia

Mapa del Perú en 1913.

El 15 de julio de 1916, Ecuador y Colombia firmaron un tratado, en el cual el primero cedía territorios ubicados al oeste del divortium aquarum del Putumayo y el Napo y el río Ambiyacú; y, por consiguiente, la frontera de Ecuador con el Brasil fijada en el Tratado de 1904.

La línea de frontera entre la República de Colombia y la República de Ecuador queda acordada, convenida y fijada en los términos que enseguida se expresan (...); siendo entendido que los territorios situados en el margen septentrional del Amazonas y comprendidos entre esta línea de frontera y el límite con el Brasil, pertenecen a Colombia, la cual por su parte deja en salvo los posibles derechos de terceros.

### Tratado Salomón-Lozano entre Colombia y el Perú
El 24 de marzo de 1922, Colombia y el Perú firmaron un tratado de límites, que fijó y reconoció a Colombia como perteneciente al condomio del Amazonas y colindante con Brasil en la línea Apaporis-Tabatinga.

La línea de frontera entre la República Peruana y la República de Colombia queda acordada, convenida y fijada en los términos que en seguida se expresan: Desde el punto en que el meridiano de la boca del río Cuhimbé en el Putumayo corta al río San Miguel o Sucumbíos, sube por ese mismo meridiano hasta dicha boca del Cuhimbé; de allí por el río Putumayo hasta la confluencia del río Yaguas; sigue por una línea recta que de esta confluencia va al río Atacuari en el Amazonas y de allí por el río Amazonas hasta el límite entre Perú y Brasil establecido en el Tratado Perú-Brasileño de 23 de octubre de 1851.

Colombia declara que se reserva sus derechos respecto a Brasil, específicamente a los territorios situados al oriente de la línea Tabatinga-Apaporis, pactada entre Perú y Brasil por el Tratado de 23 de octubre de 1851.